# ホセ・アルシデス・モレノ
ホセ・アルシデス・モレノ（José Alcides Moreno Mora、1981年9月10日 - ）は、コロンビア・カウカ県出身のサッカー選手。ポジションはフォワード。

## 経歴
2007年、90万ドルの移籍金でアメリカ・デ・カリからCAインデペンディエンテに移籍した。2008年1月、140万ユーロでの買い取りオプション付きでFCステアウア・ブカレストにレンタル移籍した。
2006年、コロンビア代表として3試合に出場した。

## 所属クラブ
- デポルティーボ・パスト 1999-2000
- アメリカ・デ・カリ 2000-2004
- ミジョナリオスFC 2004-2005
- アメリカ・デ・カリ 2005-2006

→ FCディナモ・キーウ 2006 (loan)
- CAインデペンディエンテ 2007-2011

→ FCステアウア・ブカレスト (loan) 2008
→ アメリカ・デ・カリ 2008 (loan)
→ フアン・アウリチ 2009-2010 (loan)
→ FCステアウア・ブカレスト 2010 (loan)
→ アトレティコ・ウイラ 2011 (loan)
- オンセ・カルダス 2011-2012

→ ニューイングランド・レボリューション 2012 (loan)
- ラ・エキダ 2013-2014
- アトレティコ・ブカラマンガ 2015
- ハグアレス・デ・コルドバ（スペイン語版） 2015